# 克莱门斯·滕尼斯

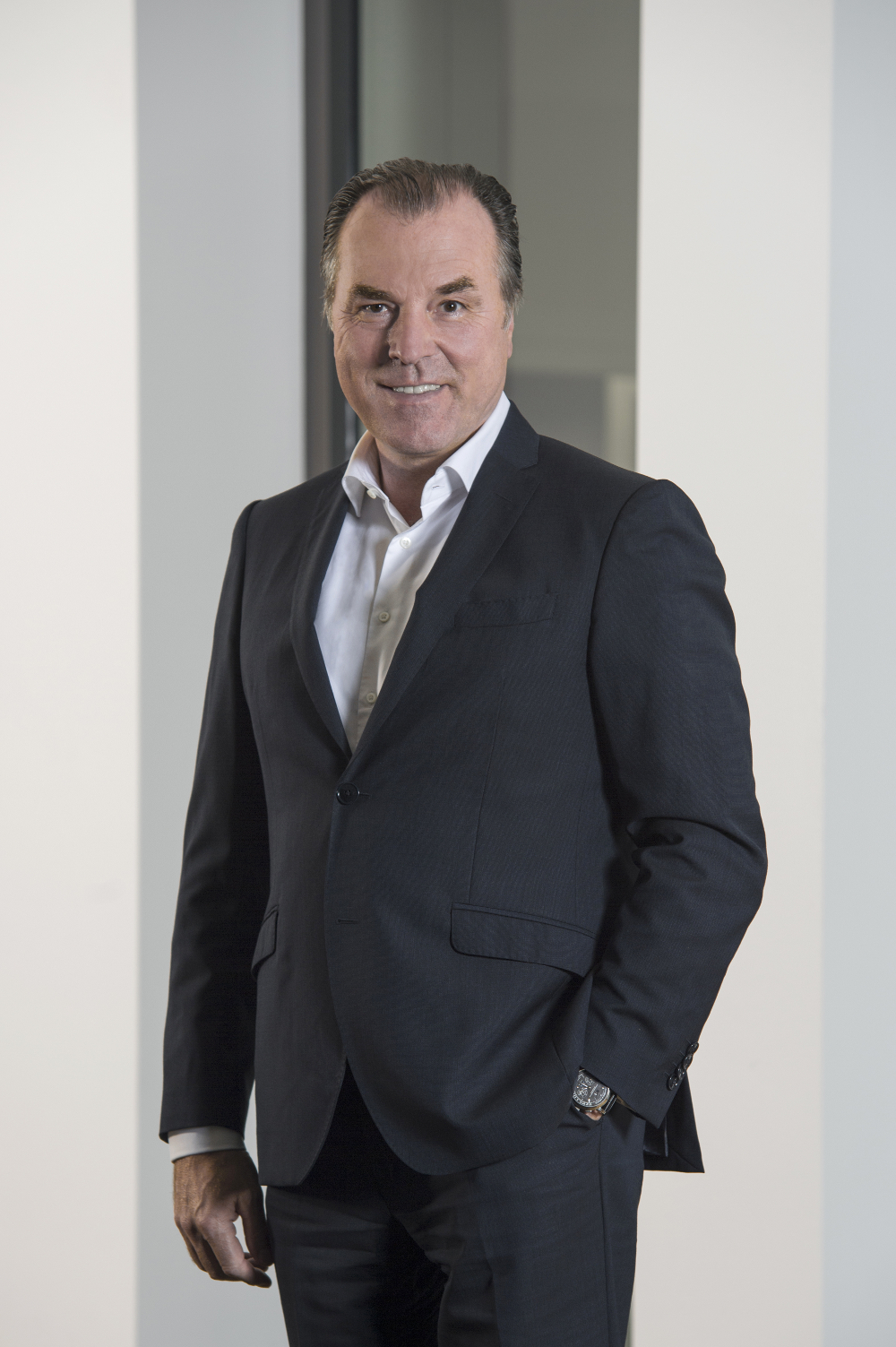
克莱门斯·滕尼斯，2017年摄

克莱门斯·滕尼斯（德語：Clemens Tönnies，德語發音：[ˈkleːmɛns ˈtœnjəs]，1956年5月27日—），德国企业家，肉制品企业滕尼斯控股老板。
滕尼斯1994年起进入沙尔克04足球俱乐部监事会，2001年起担任监事会主席。2019年8月，克莱门斯·滕尼斯在帕德博恩手工作坊日上的言论引发争议。滕尼斯反对增税以对抗气候变化。他说，更好的办法是每年资助非洲建立20座发电厂，“这样非洲人就不会再砍树，也不会在夜幕降临后造人”。（德語：Dann würden die Afrikaner aufhören, Bäume zu fällen, und sie hören auf, wenn's dunkel ist, Kinder zu produzieren.）有人批评他的这些话歧视非洲人，带有种族主义色彩，但也有人认为他的言论没有问题。沙尔克俱乐部认定滕尼斯的话涉嫌歧视，但并无种族主义问题，决定罚他停职3个月。2020年，滕尼斯旗下肉联厂的工人大规模感染新冠肺炎，他再次受到指责。6月30日，滕尼斯宣布辞去沙尔克监事会主席一职。